# St. Anna (Vilnius)
Die römisch-katholische Annenkirche (litauisch Šv. Onos bažnyčia; offiziell St. Anne und Bernhardine) ist eine gotische Kirche der litauischen Hauptstadt Vilnius. Sie ersetzte eine Holzkirche, welche bei einem Feuer 1419 zerstört wurde. Der Bau der heutigen Kirche geht auf den Großfürsten Alexander Jagiellon zurück.
Die Kirche ist ein seltenes Beispiel der Gotik in Litauen, hier sogar im Stil der „flammenden“ Gotik. Besonders an der Hauptfassade, aber auch an den Seiten findet sich eine Kombination aus geraden und geschwungenen Linien. Pilaster, Vierbündel, schlanke Stäbe, durchbrochene Türme und drei verschiedene Arten von Bögen (rund, spitz und geschweift) bestimmen die Fassadengestaltung. Möglicherweise symbolisiert die Fassadengestaltung die Säulen des Gediminas, eines der ältesten bekannten litauischen Symbole. Trotz mehrerer Renovierungen blieb die äußere Gestalt der roten Backsteinkirche seit dem 15. Jahrhundert praktisch unverändert. Die Baudaten sind nicht genau bekannt, konnten jedoch in die Zeit zwischen 1495 und 1500 datiert werden. Der leitende Architekt war der Böhme Benedikt Ried, der auch Teile der Prager Burg schuf. Der Außenbau besteht aus 33 verschiedenen Backsteinarten und gilt als das Meisterwerk der litauischen Gotik.

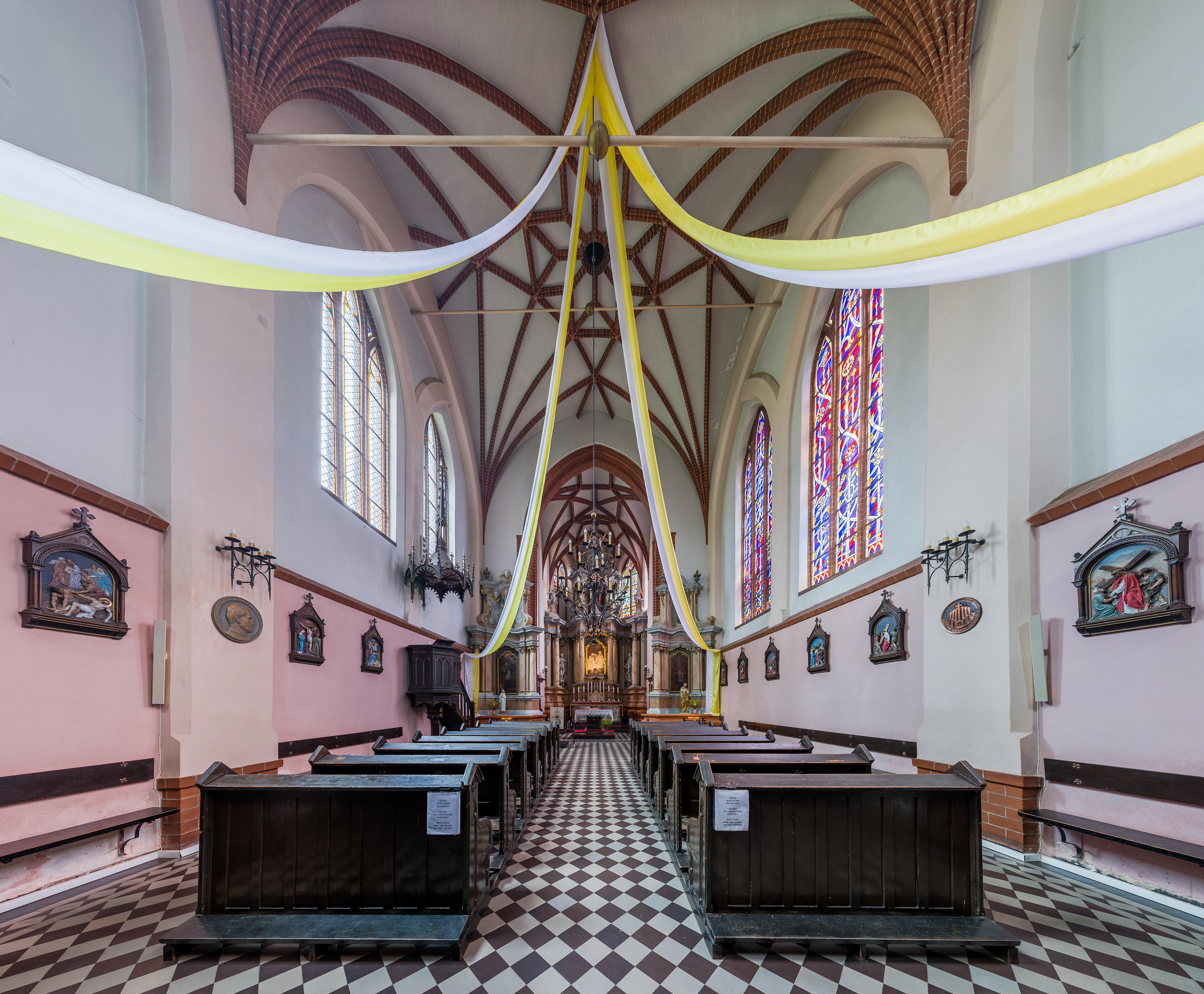
Innenraum

Während das Äußere sehr ausdrucksstark ist, zeigt sich der Innenraum einfacher. Grund für das schmucklose Innenleben der Kirche sind Plünderungen und Verwüstungen während der napoleonischen Zeit. Der recht schlichte, einschiffige Innenraum ist mit barocken Seitenaltären geschmückt. Die Gewölbe tragen die Handschrift des 20. Jahrhunderts. Höhepunkt im Innenraum bilden die farbigen Fenster.
Zum Kirchenensemble gehören der frei stehende neogotische Glockenturm von Nikolai Tschagin aus dem 19. Jahrhundert und die barocke Kapelle der heiligen Stiege aus dem 17. Jahrhundert. Die Kapelle gehört eher zur Bernhardinerkirche (offiziell St. Franziskus und Bernhard). Sie ist eine der größten gotischen Kirchen der Stadt, welche barock ergänzt wurde, und bildet daher ein spannungsreiches Ensemble aus drei Kirchen. Zusammen mit dem Rest der Altstadt gehört die Kirche seit 1994 zum Weltkulturerbe der UNESCO. Restaurierungen erfolgten 1902–1909 und 1960–1970. Seit 2009 werden Dach, Fassadenelemente und die Seitentürmchen erneut restauriert.

## Rezeption

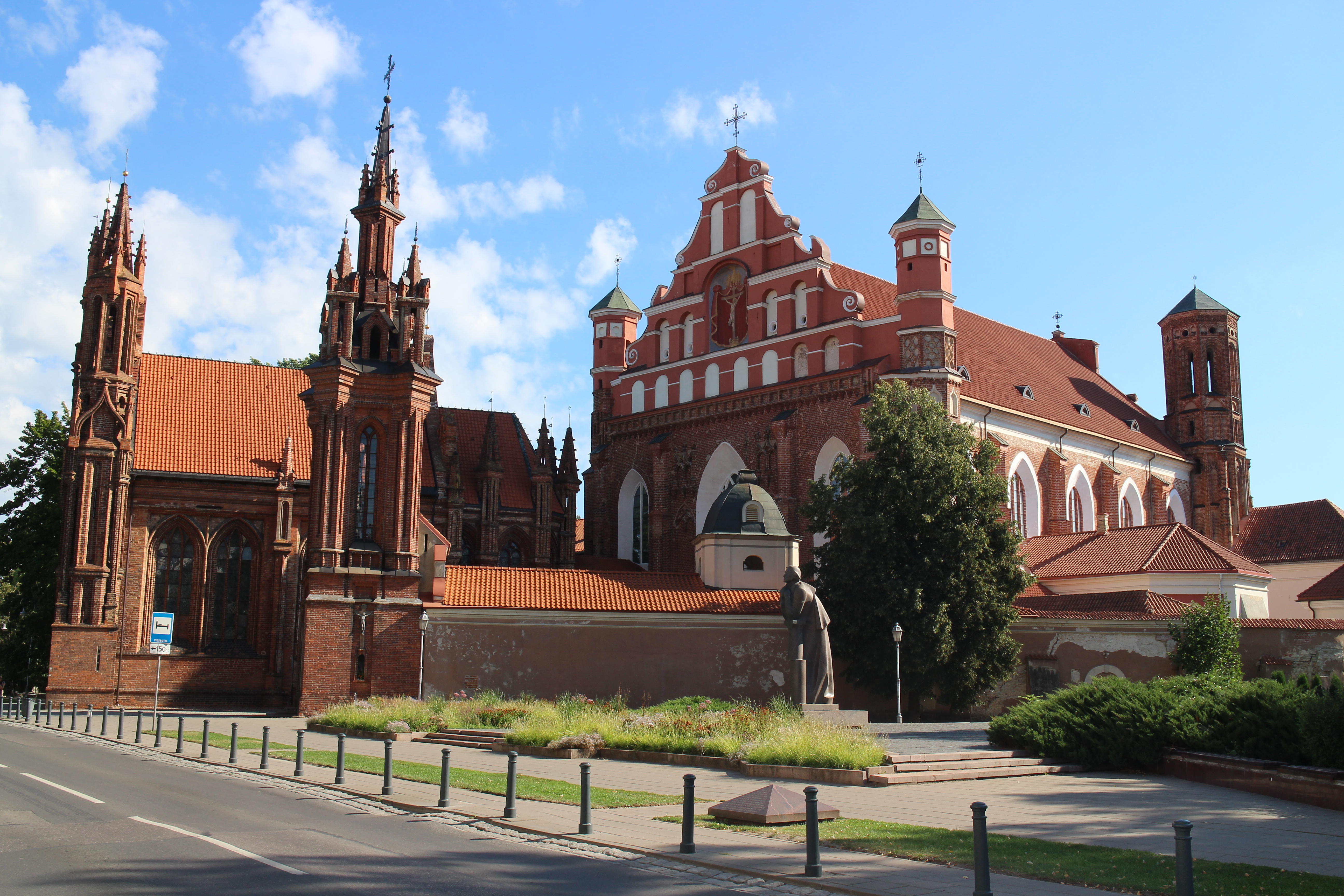
Links Annen-, rechts Bernhardinerkirche

siehe auch: Église St. Anne, Gemälde von Marianne v. Werefkin (1913/14)